# Balobal, Gokak
Balobal là một làng thuộc tehsil Gokak, huyện Belgaum, bang Karnataka, Ấn Độ.